# Kryonéri (ort i Grekland, Thessalien)
Kryonéri (Kryoneri) är en ort i Grekland.   Den ligger i prefekturen Nomós Kardhítsas och regionen Thessalien, i den centrala delen av landet, 230 km nordväst om huvudstaden Aten. Kryonéri ligger 840 meter över havet och antalet invånare är 415. Den ligger vid sjön Technití Límni Plastíra.
Terrängen runt Kryonéri är kuperad åt sydost, men åt nordväst är den bergig. Runt Kryonéri är det glesbefolkat, med 12 invånare per kvadratkilometer. Närmaste större samhälle är Mavrommáti, 10,2 km norr om Kryonéri. I omgivningarna runt Kryonéri växer i huvudsak blandskog.